# Галкино (Владимирская область)
Галкино — деревня в Вязниковском районе Владимирской области России, входит в состав муниципального образования «Посёлок Никологоры».

## География
Деревня расположена на берегу реки Тетрух в 11 км на запад от центра поселения рабочего посёлка Никологоры и в 31 км на юго-запад от райцентра Вязников.

## История
Первая отметка о Воскресенской церкви в патриарших окладных книгах сделана под 1628 годом: «Церковь Воскресение Христово въ вотчине боярина князя Федора Ивановича Мстиславскаго княгини Ирины въ Ерополче на Гоголеве горке на Тетрухе».
По писцовым книгам 1653 года при этой церкви значится «три двора поповыхъ, дворъ дьяконовъ, пономаревъ и просвирницынъ, церковныхъ бобылей 13 дворовъ, 3 двора нищихъ, въ приходе 351 дворъ крестьянский, 35 дворовъ бобылей и подсоседниковъ, пашни церковной „середние земли“ 33 четв. в поле, сена 100 копенъ». Из этой выписи видно, что Воскресенский приход и в то время был весьма многолюдным приходом.
В 1710 году при Воскресенской церкви было семеро священников. В 1712 году здесь была построена новая деревянная церковь во имя Воскресения Христова с приделами в честь Казанской иконы Божией Матери и святой мученицы Параскевы. В 1735 году этот храм сгорел от удара молнии, и вместо него в 1736—1764 годах в Воскресенском был построен каменный храм. «Престолов в этом храме три: главный во имя Воскресения Иисуса Христа, в трапезе теплой в честь Казанской иконы Божией Матери и святого великомученика Георгия Победоносца (устроен в 1888 году)».
Воскресенский Тетрулинский женский монастырь упразднён в 1764 году.
Кроме каменной Воскресенской церкви, в Воскресенском существовала ещё деревянная церковь во имя святой мученицы Параскевы, нарицаемой Пятницы. Построена эта церковь была в 1773 году на средства прихожан.
В середине XIX века Воскресенский погост, располагавшийся на левом берегу Тетруха, был объединён с деревней Галкино на правом берегу в село Воскресенское.
В Воскресенском с 1841 года существовала народная школа. В конце XIX века содержалась на средства земства. Учащихся в 1896 году было 35.
В годы советской власти Воскресенская церковь была полностью разрушена, село Воскресенское переименовано в деревню Галкино.
В XIX и первой четверти XX века село Воскресенское являлось центром Воскресенской волости Судогодского уезда.
С 1929 года деревня являлась центром Галкинского сельсовета Вязниковского района, с 1935 года — Никологорского района, с 1965 года вновь в составе Вязниковского района.

## Население
| 1859 | 1905 | 1926 | 2002 | 2010 | 2021 |
| ---- | ---- | ---- | ---- | ---- | ---- |
| 322  | ↘302 | ↗409 | ↘403 | ↘326 | ↘204 |

## Современное состояние
В деревне находится отделение связи 601425, сельхозпредприятие СПК "Красная Заря"